# Agora (film)
Pour les articles homonymes, voir Agora (homonymie).
Pour plus de détails, voir Fiche technique et Distribution.
Agora est un péplum philosophique hispano-maltais réalisé par Alejandro Amenábar et sorti en 2009.
Il a pour thème l'obscurantisme (conflit entre science et religion) et pour décor Alexandrie à l'époque romaine. Le scénario reprend des événements réels de la vie d'Hypatie d'Alexandrie, du préfet Oreste et du patriarche Cyrille, tout en relevant de la fiction historique.
Agora met en scène le dévouement total de la philosophe Hypatie (Rachel Weisz) à la quête du savoir, et le conflit intérieur de deux hommes de son entourage : son esclave Davus (Max Minghella) et son élève Oreste (Oscar Isaac). Chacun est acculé entre son amour pour cette femme considérée comme inaccessible et le fanatisme croissant de la société environnante.
Le film a été présenté hors-compétition au Festival de Cannes 2009, et est sorti en Espagne le 9 octobre 2009. Agora a reçu sept prix Goya en Espagne, dont le prix Goya du meilleur scénario original. Il a également été récompensé au Festival international du film des Hamptons.

## Synopsis
Au IVe siècle de notre ère, à une époque où le christianisme gagne en importance, Hypatie d'Alexandrie (Rachel Weisz) est une philosophe agnostique attachée au progrès du savoir. Fille de Théon (Michael Lonsdale), gardien de la Bibliothèque, elle dirige l'école platonicienne d'Alexandrie dans le sérapéum qui la jouxte.
Elle enseigne les théories d'Euclide, et tente d'approfondir le modèle géocentrique de Ptolémée pour déterminer les lois exactes qui régissent l'univers. L'esclave égyptien Davus (Max Minghella) est à son service et l'assiste dans ses cours. Secrètement amoureux d'Hypatie, Davus fabrique une maquette du système de Ptolémée pour l'impressionner. Mais sa condition d'esclave lui rend Hypatie inaccessible tandis que l’influence du prêcheur chrétien Ammonius (Ashraf Barhom) le pousse à se convertir au christianisme.
Hypatie compte parmi ses élèves le païen Oreste (Oscar Isaac) et le chrétien Synésios (Rupert Evans), issus de familles aisées et promis à des postes élevés. Prétendant officiel d'Hypatie, Oreste lui déclare sa flamme en public, mais elle refuse d’être inféodée à un homme, préférant se consacrer à l’étude. Peu à peu, les chrétiens d'Alexandrie gagnent en puissance et des escarmouches éclatent entre païens et chrétiens. Inquiète d'une montée des extrêmes, Hypatie veut convaincre ses élèves que leur appartenance commune à la philosophie doit l'emporter sur le camp religieux auquel chacun appartient.
Des années plus tard, le paganisme a été vaincu par les chrétiens, dont fait partie Davus, désormais homme libre. Oreste s'est converti et est devenu préfet d'Alexandrie. Hypatie, dont l'agnosticisme est toléré, poursuit ses travaux.
Des tensions naissent entre les chrétiens et la minorité juive, qui demande alors protection à l'autorité impériale, représentée par Oreste. Bien qu'Oreste se soit converti au christianisme, l'enseignement qu'il a reçu d'Hypatie et son attachement pour elle le retiennent de cautionner l'intolérance contre les juifs. Mais sa légitimité est fragile face à l'autorité religieuse incarnée par le patriarche Cyrille (Sami Samir) et Synésios, devenu évêque, qui critiquent l'influence d'Hypatie sur lui.

### Dénouement
Tandis qu'Hypatie s'apprête à faire une avancée majeure dans la compréhension du cosmos (en réhabilitant le modèle héliocentrique d'Aristarque et en ayant l'intuition de l'orbite elliptique des planètes), la situation politique prend un tour dramatique.
La philosophe est arrêtée et Oreste, qui se refuse à la trahir mais ne peut politiquement s'opposer à son arrestation sans perdre le peu de légitimité qui lui reste, l'abandonne à son sort. Dans le sérapéum, Davus décide de donner une mort moins cruelle à Hypatie, en l'étouffant, avant que la foule ne la lapide.

## Fiche technique
Sauf indication contraire, les informations mentionnées dans cette section peuvent être confirmées par les bases de données cinématographiques  présentes dans la section « Liens externes ».
- Titre d'origine : Agora
- Réalisation : Alejandro Amenábar
- Scénario : Alejandro Amenábar, Mateo Gil
- Musique : Dario Marianelli
- Direction de la photographie : Xavi Giménez
- Montage : Nacho Ruiz Capillas
- Décors : Guy Hendrix Dyas
- Costumes : Gabriella Pescucci
- Production : Alejandro Amenábar, Álvaro Augustín, Fernando Bovaira
- Sociétés de production : Mod Producciones (Espagne), Himenóptero (Espagne), Telecinco Cinema (Espagne), Canal+ España, Cinebiss (Malte)
- Société de distribution : Mars Distribution (France)
- Pays de production :  Espagne,  Malte
- Langue originale : anglais
- Format : couleur (DeLuxe) — 2.35:1 (Scope) — 35 mm — son Dolby Digital SDDS DTS
- Genre : péplum, film historique
- Durée : 126 minutes
- Dates de sortie : 
  - France : 17 mai 2009 (Festival de Cannes) ; 6 janvier 2009 (sortie nationale)
  - Espagne : 9 octobre 2009

## Distribution
Sauf indication contraire, les informations mentionnées dans cette section peuvent être confirmées par les bases de données cinématographiques  présentes dans la section « Liens externes ».

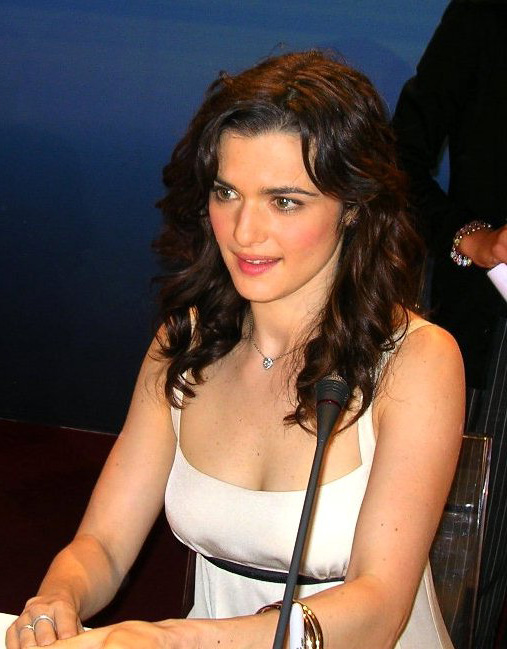
Hypatie est incarnée dans le film par Rachel Weisz, photographiée ici en janvier 2007.

- Rachel Weisz (VF : Françoise Cadol) : Hypatie
- Max Minghella (VF : Damien Ferrette) : Davus
- Oscar Isaac (VF : Jean-Pierre Michael) : Oreste, préfet d’Alexandrie
- Ashraf Barhom (VF : Yann Pichon) : Ammonius
- Michael Lonsdale (VF : lui-même) : Théon, père d’Hypatie, directeur du musée de la Bibliothèque d'Alexandrie
- Rupert Evans (VF : Raphaël Anciaux) : Synesius, élève et ami d’Hypatie devenu évêque de Ptolémaïs en Cyrénaïque
- Richard Durden (VF : Philippe Catoire) : Olympius
- Sami Samir (VF : Boris Rehlinger) : Cyrille, patriarche d'Alexandrie, neveu et successeur de Théophile
- Manuel Cauchi (VF : Marc Cassot) : Théophile, patriarche d’Alexandrie
- Homayoun Ershadi (VF : Gabriel Le Doze) : Aspasius, le vieil esclave
- Charles Thake (VF : Jean-Claude Sachot) : Hésychios le grammairien
- Omar Mostafa (VF : Renaud Marx) : Isidorus
- Oshri Cohen : Medorus, assistant chrétien de Théon
- Harry Borg : le préfet Evagrius
- Yousef « Joe » Sweid : Pierre, meneur chrétien fanatique

## Production
Agora a été filmé dans les Malta Film Studios à Malte. Les extérieurs ont également été tournés à  Malte, dans divers lieux : à Delimara, au Fort Ricasoli de Kalkara, à Marsaxlokk, à Mdina et à La Valette.

### Choix du titre
Le choix du titre Agora vient du grec ἀγορά (agora) qui désignait la place principale d'une ville. C'est donc sur cette place que tout se passait : les prises de parole, les choix publics, les élections. Dans le film, il y a beaucoup de scènes sur cette place, par exemple, des confrontations entre chrétiens, païens ou encore juifs.

## Accueil

### Accueil critique
Sur l'agrégateur américain Rotten Tomatoes, le film récolte 53 % d'opinions favorables pour 91 critiques. Sur Metacritic, il obtient une note moyenne de 55⁄100 pour 21 critiques.
En France, le site Allociné propose une note moyenne de 2,9⁄5 à partir de l'interprétation de critiques provenant de 19 titres de presse.

### Distinctions
En 2010, lors de la 24e cérémonie des Goya en Espagne, Agora remporte sept  prix Goya (Meilleur scénario, Meilleure image, Meilleurs effets spéciaux, Meilleure direction artistique, Meilleurs costumes, Meilleurs maquillages et coiffures, Meilleure supervision d'une production) et est finaliste pour cinq autres (Meilleur film, Meilleur réalisateur, Meilleur montage, Meilleur son, Meilleure bande originale),.
Le film remporte également le Alfred P. Sloan Foundation Feature Film Prize (d'une valeur de 25 000 dollars américains) au Festival international du film des Hamptons en 2009.

## Analyse
- Si vous ne connaissez pas le sujet, laissez ce bandeau (vous pouvez alors contacter les auteurs).
- Si vous supprimez le contenu mis en cause (vous pouvez préalablement contacter les auteurs),

argumentez précisément cette suppression dans la page de discussion
(un manque de référence n'est pas un argument ; une recherche réelle de référence doit avoir été effectuée, être formellement documentée).

### Différences entre les sources et le scénario
Séduisant par son esthétique, la qualité des acteurs et la mise en scène, le film peut être vu comme une louange de la recherche philosophique et de la curiosité intellectuelle[réf. nécessaire]. Et comme une dénonciation de l'intolérance des religions monothéistes ou des idéologies révolutionnaires : les scènes d'émeute et de dévastation qui accompagnent la révolution du christianisme à Alexandrie sont parfaitement transposables à bien des événements plus récents[réf. nécessaire]. Fondé sur une histoire vraie, celle de la vie savante et de la mort tragique de l'astronome Hypatie, le film prend beaucoup de libertés avec la vérité historique.
- Des écrits d'Hypatie, il ne reste rien, ni de ses découvertes éventuelles : le fait qu'elle ait défendu l'héliocentrisme qu'Aristarque de Samos avait théorisé six siècles auparavant constitue une pure hypothèse du scénariste qu'aucun écrit ne confirme, n'infirme ou simplement ne suggère.
- Hypatie a été massacrée de façon bien plus cruelle que ne le montre le film. On peut retrouver le récit de sa mort dans le livre septième de l'Histoire de l’Église de Socrate le Scolastique[8]. Jean de Nikiou au VIIe siècle écrit[9] : « Et ils (les chrétiens menés par Pierre le Lecteur) déchirèrent ses vêtements et la firent traîner dans les rues de la ville jusqu'à ce qu'elle mourût. » Le film ne dit pas que ce lynchage est resté une tache sur la conscience de l'Église, comme l'ont écrit des théologiens chrétiens dès cette époque[10].
- Le sérapéum a été détruit en 391, mais l'on n'est pas sûr que ce soit par les chrétiens ou par les soldats romains. Quant à la Bibliothèque d'Alexandrie, elle avait été en grande partie détruite des siècles plus tôt dans les guerres civiles romaines et on sait qu'a l'époque de l'historien romain Ammien Marcellin (mort vers 395-400), elle n'existait déjà plus. Ammien visita en effet le site de la Bibliothèque et rapporte qu'il n'en restait plus que des ruines.
- L'encyclopédie grecque la Souda (fin du Xe siècle) ne mentionne pas l'esclave Davus.
- Au début du film, Oreste apparaît comme un élève amoureux d'Hypatie. Ce que dit la Souda (encyclopédie grecque parue à la fin du Xe siècle apr. J.-C.) est que « l'un des auditeurs de ses lectures l'informa qu'il la désirait. Elle le guérit de cet état non par la musique, comme on l'a dit par ignorance, mais en jetant devant lui un linge taché de son sang menstruel, lui montrant ainsi son origine impure, et en lui disant : « Vous aimez ceci, jeune homme et il n'y a rien de beau à ce sujet » ». Quant à Socrate le Scolastique il déclare quant à lui :  « qu'elle avait amitié particulière avec Oreste »[10]. Rien ne prouve donc qu'il était son élève, encore moins son amant. C'est pour les besoins de son film qu'Alejandro Amenábar fait d'Oreste un élève amoureux d'Hypatie.
- Le film présente Théon, le père d'Hypatie, comme un personnage anti-chrétien, qui punirait ses esclaves à cause de leur foi chrétienne (le film le montre à 9:15 ), alors que la Souda ne mentionne rien de tel.

### Ressemblances entre les sources et le scénario
- Dans le film Agora, on remarque que Hypatie enseigne dans l'école platonicienne d'Alexandrie. Socrate le Scolastique le confirme : « Il y avait à Alexandrie une femme nommée Hypatie, fille du philosophe Théon, qui […] enseignait dans l'école de Platon et de Plotin »[8].
- Dans ce même film le personnage de Cyrille est présenté comme l'évêque d'Alexandrie qui a fait tuer Hypatie. Socrate le Scolastique écrit[8] : « Ce qui ne fut pas sans porter atteinte à l’image de Cyrille d'Alexandrie et de l’Église d’Alexandrie (l'auteur parle de la mort d'Hypatie) ; car c’était tout à fait gênant, de la part de ceux qui se réclamaient du Christ que des meurtres, des bagarres et autres actes semblables soient cautionnés par le patriarche (l'évêque Cyrille). »
- Dans le long métrage d'Alejandro Amenábar, le personnage de Synésios de Cyrène affectionnant Hypatie et devenant, par la suite, évêque de Ptolémaïs (Cyrénaïque) est bel et bien représenté conformément aux écrits de Socrate le Scolastique : « Il voua une admiration sans borne à celle qui le guida sur les chemins de la connaissance, et qui après conserva pour lui d’affectueux sentiments. C’est à son engagement en tant que philosophe qui tenta de repousser encore et toujours plus loin les limites de l’inconnu intellectuel, qu’il rendit hommage et loua pendant toute son existence. » (il désignant ici Synésios.) Par la suite, il nous a été possible de retrouver des traces d'échanges épistolaires entre Synésios et Hypatie.